# Ставки (заказник)
Ставки́ — орнітологічний заказник місцевого значення площею 6,933 га розташований на території Чечельницької селищної громади Гайсинського району Вінницької області. Оголошений відповідно до Рішення 7 сесії Вінницької обласної ради 7 скликання № 143 від 30.06.2016 р. [Архівовано 13 січня 2017 у Wayback Machine.] Створений для охорони водно-болотних угідь у межах двох штучних водойм розділених греблею.
Науковим відділом НПП «Кармелюкове Поділля» спільно з кафедрою екології та охорони навколишнього середовища та кафедрою зоології Київського національного університету ім. Тараса Шевченка на основі угоди про наукову і творчу співпрацю у 2014 р. здійснювалась експедиція у межах Чечельницького району. В околицях урочища «Вишенька» обстежено природний комплекс, представлений штучними водоймами, які розмежовані греблею. Об'єкт є окремим типом екосистем- водно-болотними угіддями.
На даний час ставки перебувають в занедбаному стані. На ставку зосереджені суцільні зарості очерету звичайного та рогозу широколистого. Схили водойми вкриті лучно-степовою рослинністю.
Відмічені види рослин, занесені до Червоної книги України та регіонально рідкісні види: сон великий, сон лучний, сон розкритий; три види півників: угорські, злаколисті та болотяні, горицвіт весняний, вишня степова та ковила волосиста.
На схилах відмічено унікальний комплекс ящірок: прудка. живородна та зелена. Остання занесена до Червоної книги України. На території заказника зустрічається 47 видів птахів, які відносяться до 10 рядів та 23 родин. З них під охороною Бернської конвенції знаходиться 46 видів, Боннської конвенції — 11, Вашингтонської — 5. Один вид — деркач, занесений до загальносвітового Червоного списку Міжнародного союзу охорони природи (МСОП). До Червоної книги України занесено 1 вид — підорлик малий.
На території знаходяться. проживають або тимчасово перебувають такі види рослин і тварин, а також знаходяться оселища (біотопи), які за науковими пропозиціями щодо потенційних об'єктів Смарагдової мережі в Україні мають дуже високу міжнародну цінність згідно Конвенції про охорону дикої флори та фауни і природних середовищ існування в Європі (Бернська конвенція, 1979).